# Župnija Izlake
Župnija Izlake je rimskokatoliška teritorialna župnija dekanije Zagorje nadškofije Ljubljana.

## Sakralni objekti
- Cerkev sv. Jurija, Izlake, župnijska
- Cerkev sv. Mohorja in Fortunata, Podlipovica
- Cerkev sv. Ane, Šemnik